# Hipoteza abc
Hipoteza abc (hipoteza Oesterle-Massera, hipoteza ABC) – zagadnienie z teorii liczb. Po raz pierwszy problem został przedstawiony przez Josepha Oesterlé i Davida Massera w 1985 roku.

## Sformułowanie problemu
Przed sformułowaniem hipotezy wprowadzić należy kilka pojęć.
Niech dane będą względnie pierwsze liczby całkowite dodatnie {\displaystyle a,b,c} spełniające równość {\displaystyle a+b=c.}
Zdefiniujemy następujące funkcje:
{\displaystyle q(a,b,c)={\frac {\log(c)}{\log(\operatorname {rad} (abc))}},}
gdzie {\displaystyle \operatorname {rad} (abc)} oznacza część bezkwadratową iloczynu {\displaystyle abc,} czyli iloczyn wszystkich różnych liczb pierwszych będących dzielnikami liczb {\displaystyle a,b,c} (na przykład: {\displaystyle \operatorname {rad} (12\cdot 9\cdot 13)=2\cdot 3\cdot 13=78,} ponieważ w rozkładzie 12, 9 i 13 na czynniki pierwsze występują tylko 2, 3 i 13).
Wiadomo, że istnieje nieskończenie wiele takich trójek liczb {\displaystyle (a,b,c),} że {\displaystyle q(a,b,c)>1.} Hipoteza ABC jest natomiast przypuszczeniem, że
Dla każdej liczby {\displaystyle x>1} istnieje co najwyżej skończenie wiele trójek liczb {\displaystyle (a,b,c)} spełniających warunek {\displaystyle q(a,b,c)>x,}
czyli, w szczególności, że istnieje skończenie wiele trójek spełniających: {\displaystyle q(a,b,c)>1,01;} {\displaystyle q(a,b,c)>1,001} itd.

## Dowód
W sierpniu 2012 Shinichi Mochizuki opublikował na swojej stronie internetowej ponad 600-stronicową pracę, zawierającą dowód hipotezy ABC. Dowód jest w trakcie weryfikacji. W 2018 roku Peter Scholze i Jakob Stix opublikowali raport ukazujący błędy dowodu. Mochizuki nie zgodził się z krytyką, a 3 kwietnia 2020 na konferencji prasowej w Kioto ogłoszono, że praca ta została zaakceptowana do druku w uczelnianym czasopiśmie naukowym „Publications of the Research Institute for Mathematical Sciences”. Kontrowersje budzi jednak fakt, że Mochizuki był jego redaktorem naczelnym. Prawdziwość dowodu wciąż zostaje niepotwierdzona, a zdania na temat jej autentyczności są sporne.

### Poszukiwania
W 2006 roku na wydziale matematyki Uniwersytetu w Lejdzie, we współpracy z holenderskim projektem naukowym NEMO Kennislink w Kennislink (Muzeum Nauki Nemo) rozpoczęto projekt ABC@home oparty na przetwarzaniu rozproszonym w infrastrukturze BOINC. Celem projektu jest szukanie trójek {\displaystyle (a,b,c)} spełniających nierówność {\displaystyle \mathrm {rad} (abc)<c.}

### Konsekwencje
W czasie badania hipotezy odkryto wiele ciekawych przypadków w teorii liczb. Oto niektóre z nich:
- rozwiązanie twierdzenia Rotha,
- udowodnienie wielkiego twierdzenia Fermata (Andrew Wiles, 1993),
- udowodnienie hipotezy Mordella (Gerd Faltings, 1983),
- kontrprzykłady dla hipotezy Erdősa-Woodsa (z wyjątkiem liczb skończonych),
- uogólnienie teorii Tijdemana,
- rozwiązanie hipotezy Granville-Langevin,
- rozwiązanie zmodyfikowanej hipotezy Szpiro[1],
- w 1996 A. Dąbrowski wykazał, że z hipotezy ABC można wyprowadzić rozwiązanie równania Brocarda-Ramanujana[7] – jest to uogólnienie twierdzenia Overholta[8].